# Gadjíevo
Gadjíevo (en rus Гаджиево) és una ciutat tancada de l'óblast de Múrmansk, a Rússia. És una gran base naval de la flota russa. Es troba a 32 km al nord de Múrmansk.

## Història
S'hi instal·là una base naval el 1956, primer per als submarins dièsel elèctrics i després per als submarins nuclears. La vila també es conegué amb el nom de Iàguelnaia Gubà fins al 1967, Skalisti del 1981 al 1994 i Múrmansk-130. El nom de Skalisti fou oficial fins al 1994, però el 1999 prengué el de Gadjíevo en honor de Magomet Gadjíev, un comandant de submarins de la marina soviètica mort en combat durant la Segona Guerra Mundial i heroi de la Unió Soviètica.